# ديبة (ماهرو)
دیبة (بالفارسية: دپه) هي قرية تقع في إيران في قسم ماهرو الریفي. يقدر عدد سكانها بـ 23 نسمة بحسب إحصاء 2016.